# Psykologisk thriller
Psykologisk thriller är en subgenre till deckare.
Stämningar och nästintill skräckromantiska frosserier i ondska, tragisk ironi och hämndkänslor är den här typens uttrycksmedel. Genren, som utvecklades ur Edgar Allan Poes skräckberättelser, skildrar dessutom de psykologiska och sociala faktorerna bakom brotten. Cornell Woolrich och Patrick Hamilton räknas som de stora namnen här.